# Desa Sawahan (administrativ by i Indonesien, Yogyakarta, lat -7,92, long 110,75)
Desa Sawahan är en administrativ by i Indonesien.   Den ligger i provinsen Yogyakarta, i den västra delen av landet, 500 km öster om huvudstaden Jakarta.